# Palín
 Palín je obec na Slovensku. Nachází se v Košickém kraji, v okrese Michalovce. Obec má rozlohu 11,11 km² a leží v nadmořské výšce 105 m. V roce 2011 v obci žilo 922 obyvatel. První písemná zmínka o obci pochází z roku 1302.